# Karina Safina
Karina Iłgizarowna Safina, ros. Карина Илгизаровна Сафина (ur. 28 maja 2004 w Czelabińsku) – rosyjsko-gruzińska łyżwiarka figurowa reprezentująca Gruzję, startująca w parach sportowych z Łuką Bieruławą. Uczestniczka igrzysk olimpijskich (2022), mistrzyni świata juniorów (2022), medalistka zawodów z cyklu Challenger Series i Junior Grand Prix.
W 2021 roku Safina i Bieruława zostali pierwszymi łyżwiarzami z Gruzji, którzy zdobyli medal zawodów z cyklu Junior Grand Prix.

## Osiągnięcia

### Z Łuką Bieruławą (Gruzja)
| Zawody                                | 21–22          | 22–23          |                |                |                |                |                |                |                |                |                |                |                |                |                |                |                |
| Międzynarodowe                        | Międzynarodowe | Międzynarodowe | Międzynarodowe | Międzynarodowe | Międzynarodowe | Międzynarodowe | Międzynarodowe | Międzynarodowe | Międzynarodowe | Międzynarodowe | Międzynarodowe | Międzynarodowe | Międzynarodowe | Międzynarodowe | Międzynarodowe | Międzynarodowe | Międzynarodowe |
| ------------------------------------- | -------------- | -------------- | -------------- | -------------- | -------------- | -------------- | -------------- | -------------- | -------------- | -------------- | -------------- | -------------- | -------------- | -------------- | -------------- | -------------- | -------------- |
| Zimowe igrzyska olimpijskie           | 9              |                |                |                |                |                |                |                |                |                |                |                |                |                |                |                |                |
| Mistrzostwa świata                    | 4              | 19             |                |                |                |                |                |                |                |                |                |                |                |                |                |                |                |
| Mistrzostwa Europy                    | 4              |                |                |                |                |                |                |                |                |                |                |                |                |                |                |                |                |
| GP Grand Prix de France               |                | 5              |                |                |                |                |                |                |                |                |                |                |                |                |                |                |                |
| CS Golden Spin of Zagreb              | 7              |                |                |                |                |                |                |                |                |                |                |                |                |                |                |                |                |
| CS Nebelhorn Trophy                   | 3              |                |                |                |                |                |                |                |                |                |                |                |                |                |                |                |                |
| Międzynarodowe: Kategorie młodzieżowe |                |                |                |                |                |                |                |                |                |                |                |                |                |                |                |                |                |
| Mistrzostwa świata juniorów           | 1              |                |                |                |                |                |                |                |                |                |                |                |                |                |                |                |                |
| JGP w Austrii                         | 3              |                |                |                |                |                |                |                |                |                |                |                |                |                |                |                |                |
| JGP na Słowacji                       | 2              |                |                |                |                |                |                |                |                |                |                |                |                |                |                |                |                |
| Zawody drużynowe                      |                |                |                |                |                |                |                |                |                |                |                |                |                |                |                |                |                |
| Zimowe igrzyska olimpijskie           | 6 T 6 P        |                |                |                |                |                |                |                |                |                |                |                |                |                |                |                |                |

### Z Siergiejem Bachmatem (Rosja)
| Mistrzostwa Rosji juniorów | 6 |

### Z Michaiłem Domninem (Rosja)
| Bavarian Open | 3 J |